# En el nombre de la hija
En el Nombre de la Hija es una película ecuatoriana de comedia triste, escrita y dirigida por Tania Hermida P. cineasta cuencana. El filme relata la historia de una niña cuyo nombre esta en disputa y quien lucha por romper los dogmas de su familia entre dos generaciones.
La película es una crítica religiosa y social al cristianismo y capitalismo ecuatoriano desde el punto de vista de Manuela una niña que fue criada con ideas revolucionarias, sin ataduras religiosas y con un profundo sentido de igualdad social.

## Sinopsis
La historia está ambientada en el año de 1976, en un valle de los Andes ecuatorianos y gira en torno a una niña de nueve años llamada Manuela. Ella, junto a su hermano menor, Camilo y sus primos pasan las vacaciones en una hacienda familiar.
Manuela entrará en una disputa por su nombre, debido a que lleva el nombre de su padre, un ateo socialista. En contraste, está su abuela, una católica conservadora, la cual insiste en llamarla Dolores, nombre que se le ha concedido por generaciones a las primogénitas de la familia. Debido a esto, Manuela está dispuesta a defender tanto su nombre paterno como los ideales de su padre y así enfrentar las ideas de su familia. Durante las vacaciones, Manuela se encontrará con una familia muy diferente a su propia idiosincrasia; y tendrá que enfrentar las tradiciones machistas y racistas de su familia; por ese motivo, se pelea constantemente con sus primos, quienes defienden las enseñanzas que se les había impartido en la hacienda familiar.
En un punto de la película, y para evitar el conflicto continuo en la hacienda, Manuela y su hermano deciden bautizarse, para hacer feliz a su abuela. Sin embargo, durante el bautismo, el cura nombra a Manuela como "Manuela de los Dolores" contra la voluntad de ella. Esto causa mucha rabia y fomenta la rebeldía de Manuela.
En la fiesta de bautismo, y motivados por una prima adolescente, deciden irrumpir en la biblioteca prohibida de la hacienda. Ahí, tras ser descubiertos por su abuelo, Manuela se esconde y, después de un tiempo, encuentra a un tío que está loco, oculto en la biblioteca. El tío Felipe (Pancho Aguirre) se dedica a romper las ataduras de los dogmas. Es el encuentro con este personaje, el que hace que Manuela decida cambiar su relación con el lenguaje y con los nombres, incluido el suyo propio.
Esta película no es simplemente una película cómica, es una película que aborda varias problemáticas de la sociedad de aquel periodo y al mismo tiempo las de la sociedad de hoy, que desafortunadamente, también si ha mejorado, no ha cambiado mucho; no ha cambiado tanto cuanto necesitaría que cambiar. Aborda estas problemáticas a través de los niños, haciéndolo en un modo simple y divertido, que todos pueden comprender. La película aborda temas como el clasismo, que está claramente presente desde el momento en que se ven las diferencias entre cómo los chicos tratan “Piojo”, el hijo de Marianita, y cómo se tratan entre ellos. También se abordan las diferencias entre los géneros, que están presentes por las construcciones sociales que delineaban los papeles que los géneros necesitaban respetar. Todas las veces, hay Manuela que siempre está lista a romper todas las reglas creadas por la sociedad, mostrando que es algo posible, mostrándose una niña y una mujer muy fuerte y capaz de estar al día de los primos y la abuela, así que puede compartir y difundir su ideología. Manuela demuestra que no necesitamos utilizar la fuerza para difundir nuestras propias ideas y que muchas veces necesitamos cambiar o al menos escuchar para que nos evolucionemos y seamos los mejores posible.

## Elenco
| Actor                         | Personaje                        |
| ----------------------------- | -------------------------------- |
| Eva Mayu Mecham Benavides     | Manuela                          |
| Markus Amaru Mecham Benavides | Camilo                           |
| Javier Izquierdo              | Manuel Agustín (Papá de Manuela) |
| Tatiana Ugalde                | Dolores (Mamá de Manuela)        |
| Juana Estrella                | Abuela Lola                      |
| Felipe Vega                   | Abuelo Emilio                    |
| Pancho Aguirre                | Tío Felipe                       |
| Martina León                  | María Paz                        |
| Sebastián Hormachea           | Andrés                           |
| Francisco Jaramillo           | Emilio                           |
| Paúl Curillo                  | Pepe                             |
| Dianneris Díaz                | Juanita                          |
| Fabiola León                  | Marianita                        |
| Miguel Rivera                 | Padre Esteban                    |
| Sebastián Lazo                | Tío León                         |
| Mónica Ugalde                 | Tía Rosario                      |

## Premios y festivales
En el Nombre de la Hija ha participado en Festivales de Cine alrededor del mundo, destacándose su participación en la selección oficial del festival Ecran Junior de Cannes. Además de ello, ganó el premio Caminos del Festival de Cine Latinoamericano de La Habana y el Premio Marco Aurelio- Sección Alicia en la Ciudad del Festival Internacional de Cine de Roma.